# Basilica di Sant'Agostino

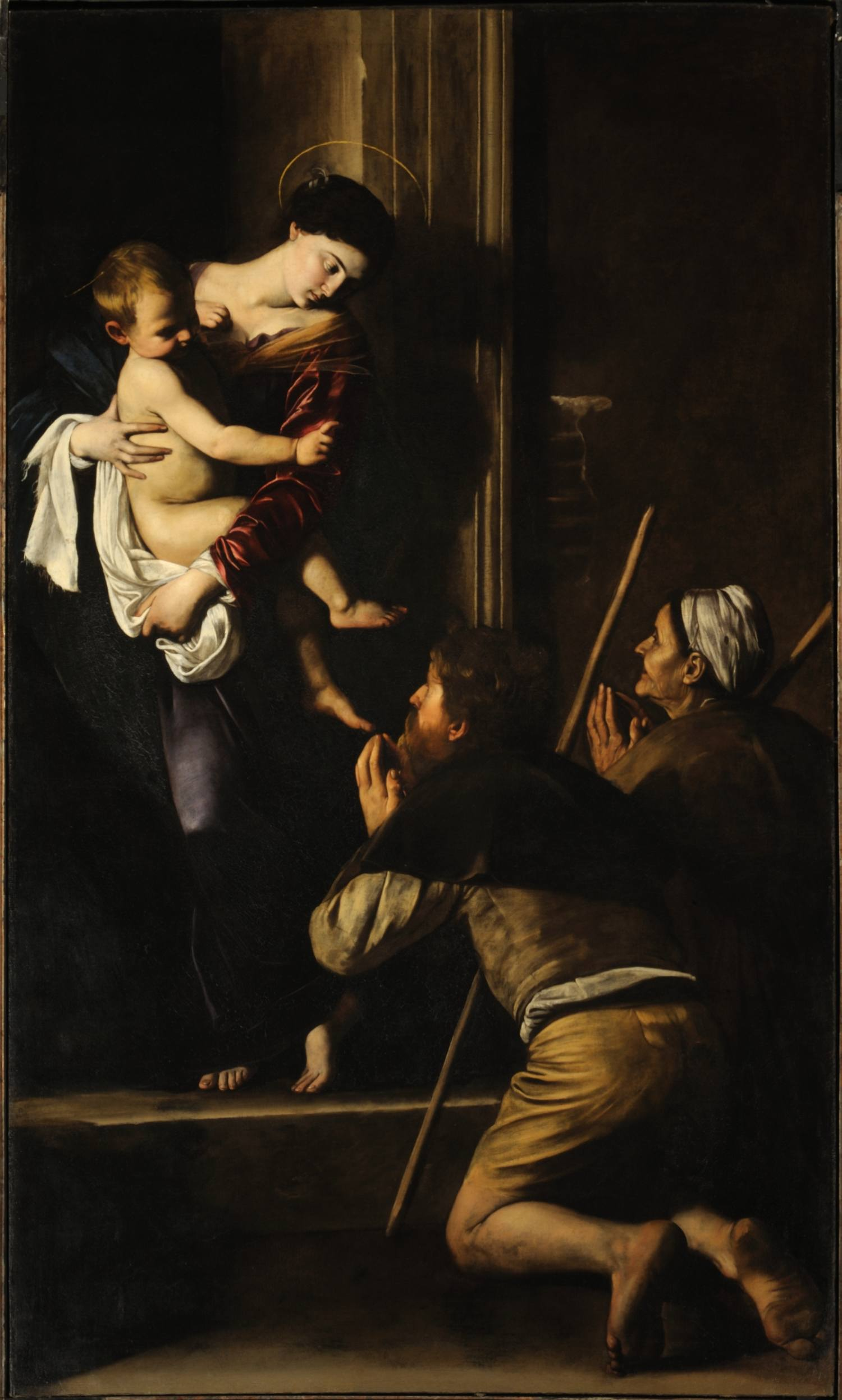
Madonna di Loreto, per Caravaggio

Sant'Agostino és una església de Roma, Itàlia, no molt lluny de Piazza Navona. És una de les primeres esglésies romanes construïdes durant el Renaixement. En Guillaume d'Estouteville, Arquebisbe de Rouen i conseller papal, va finançar la construcció. La façana va ser alçada el 1483 per Giacomo di Pietrasanta, tot emprant marbre extret del Colisseu. És un treball senzill i magnífic del primer estil renaixentista.
L'obra d'art més famosa de l'església és la Madonna di Loreto, una important pintura barroca de Caravaggio. També hi conté un quadre de Guercino sobre Els Sants Agustí, Joan l'Evangelista i Gerònim; un fresc del Profeta Isaïes de Raphael; i les estàtues de la Mare de Déu i l'Infant d'Andrea Sansovino i la Madonna del Parto del seu pupil, Jacopo Sansovino.
El 1616, Giovanni Lanfranco, artista barroc sis-centista, va decorar la Capella Buongiovanni (al transsepte esquerre) amb tres quadres i un fresc al sostre de la Mare de Déu de l'Assumpció. L'església també hi acull l'escultura de Sant Tomàs de Vilanova distribuint ànimes de Melchiorre Caffà, conclosa pel seu mentor Ercole Ferrata. Pietro Bracci va dissenyar i esculpir la tomba policromàtica del Cardenal Giuseppe Renato Imperiali (1741). També hi conté la tomba de Santa Mònica, mare de Sant Agustí, i la de Fiametta, famosa cortesana i amant de Cèsar Borja.
Sant'Agostino va ser cèlebre per la presència de cortesanes i prostitutes en la seua congregació.

## El títol cardenalici de Sant'Agostino
El títol de Sant Agustí (llatí: titulus S. Augustini) és un títol cardenalici, amb dignitat de cardenal prevere i instituït pel Papa Sixt V el 13 d'abril de 1587 amb la constitució apostòlica religiosa.

### Titulars
- Vacant (1587 - 1590)
- Gregorio Petrocchini, O.E.S.A. (23 de març de 1590 - 28 de maig de 1608 nomenat cardenal prevere de Santa Maria in Trastevere)
- Fabrizio Verallo (10 de desembre de 1608 - 17 de novembre de 1624 mort)
- Berlingerio Gessi (19 de juliol de 1627 - 6 d'abril de 1639 mort)
- Ottaviano Raggi (10 de febrer de 1642 - 31 de desembre de 1643 mort)
- Vacante (1643 - 1645)
- Niccolò Albergati-Ludovisi (24 d'abril de 1645 - 25 de juny de 1646 nomenat cardenal prevere de Santa Maria degli Angeli e dei Martiri)
- Fabrizio Savelli (16 de desembre de 1647 - 26 de febrer de 1659 mort)
- Antonio Bichi (1 de desembre de 1659 - 14 de novembre de 1667 nomenat cardenal prevere de Santa Maria degli Angeli e dei Martiri)
- Vacante (1667 - 1671)
- Federico Borromeo (23 de febrer de 1671 - 8 d'agost de 1672 nomenat cardenal prevere de Sant'Agnese fuori le mura)
- Vacante (1672 - 1681)
- Lorenzo Brancati, O.F.M.Conv. (22 de setembre de 1681 - 1 de desembre de 1681 nomenat cardenal prevere dels Sants XII Apòstols)
- Vacante (1681 - 1687)
- Carlo Stefano Anastasio Ciceri (7 de juliol de 1687 - 24 de juny de 1694 mort)
- Enrico Noris, O.E.S.A. (2 de gener de 1696 - 23 de febrer de 1704 mort)
- Carlo Agostino Fabroni (25 de juny de 1706 - 19 de setembre de 1727 mort)
- Angelo Maria Querini, O.S.B. (22 de desembre de 1727 - 8 de març de 1728 nomenat cardenal prevere de San Marco)
- Gregorio Selleri, O.P. (10 de maig de 1728 - 31 de maig de 1729 mort)
- Marco Antonio Ansidei (6 de juliol de 1729 - 14 de febrer de 1730 mort)
- Vacante (1730 - 1731)
- Bartolomeo Massei (8 de gener de 1731 - 20 de novembre de 1745 mort)
- Giorgio Doria (15 de desembre de 1745 - 3 de gener de 1757 nomenat cardenal prevere de Santa Cecilia); in commendam (3 de gener de 1757 - 31 de gener de 1759 mort)
- Gaetano Fantuzzi (19 de novembre de 1759 - 6 d'abril de 1767 nomenat cardenal prevere de San Pietro in Vincoli)
- Mario Compagnoni Marefoschi (12 de desembre de 1770 - 23 de desembre de 1780 mort)
- Vacante (1780 - 1785)
- Paolo Massei (11 d'abril de 1785 - 9 de juny de 1785 mort)
- Vacante (1785 - 1800)
- Diego Innico Caracciolo de Martina (20 d'octubre de 1800 - 26 de setembre de 1814 nomenat cardenal bisbe de Palestrina); in commendam (26 de setembre de 1814 - 24 de gener de 1820 mort)
- Cesare Brancadoro (29 de maig de 1820 - 12 de setembre de 1837 mort)
- Vacante (1837 - 1842)
- Friedrich Johannes Jacob Celestin von Schwarzenberg (27 de gener de 1842 - 27 de març de 1885 mort)
- Antolín Monescillo y Viso (10 de juny de 1886 - 11 d'agost de 1897 mort)
- Antonio María Cascajares y Azara (24 de març de 1898 - 27 de juliol de 1901 mort)
- Sebastiano Martinelli, O.E.S.A. (9 de juny de 1902 - 4 de juliol de 1918 mort)
- Aleksander Kakowski (18 de desembre de 1919 - 30 de desembre de 1938 mort)
- Agustín Parrado y García (22 de febrer de 1946 - 8 d'octubre de 1946 mort)
- Fernando Quiroga y Palacios (29 d'octubre de 1953 - 7 de desembre de 1971 mort)
- Marcelo González Martín (5 de març de 1973 - 25 d'agost de 2004 mort)
- Jean-Pierre Ricard, des del 24 de març de 2006